# Hans Jürgen von Arnim
Hans Jürgen von Arnim (ur. 4 kwietnia 1889 w Ernsdorfie, Cesarstwo Niemieckie, zm. 11 września 1962 w Bad Wildungen, RFN) – niemiecki wojskowy, generał pułkownik, dowódca 5 Armii Pancernej i Grupy Armii „Afryka”. Weteran I i II wojny światowej.

## Biografia
Podczas I wojny światowej służył na wschodnim i zachodnim froncie. Po jej zakończeniu pozostał w armii i został dowódcą elitarnego 68 Pułku Piechoty w Berlinie.
W czasie kampanii wrześniowej 1939 i kampanii francuskiej 1940 dowodził 52 Dywizją Piechoty. W październiku 1940 objął dowództwo 27 Dywizji Piechoty, która w następnym miesiącu została przeformowana w 17 Dywizję Pancerną. W lutym 1943, w Tunezji, objął dowództwo 5 Armii Pancernej, a 9 marca tego roku przejął po Erwinie Rommlu dowództwo Grupy Armii Afryka. W maju 1943, wbrew rozkazowi Hitlera, skapitulował i dostał się do niewoli alianckiej wraz z 250 tysiącami żołnierzy.
Do lipca 1947 roku był przetrzymywany jako więzień wojenny, po zwolnieniu wrócił do Niemiec.

## Kariera wojskowa
- Fahnenjunker-Gefreiter (25 maja 1908)[2]
- Fahnenjunker-Unteroffizier (18 lipca 1908)[2]
- Fähnrich (19 listopada 1908)[2]
- Leutnant (19 sierpnia 1909)[2]
- Oberleutnant (27 stycznia 1915)[2]
- Hauptmann (27 stycznia 1917)[2]
- Major (1 kwietnia 1928)[2]
- Oberstleutnant (1 kwietnia 1932)[2]
- Oberst (1 lipca 1934)[2]
- Generalmajor (1 stycznia 1938)[2]
- Generalleutnant (1 grudnia 1939)[2]
- General der Infanterie (17 grudnia 1941)[2]
- Generaloberst (4 grudnia 1942)[2]

## Odznaczenia
- Krzyż Żelazny I Klasy (1914)[3]
- Krzyż Żelazny II Klasy (1914)[3]
- Srebrna Odznaka za Rany (1918)[3]
- Krzyż Rycerski Orderu Rodu Hohenzollernów z Mieczami (7 września 1918)[3]
- Szpanga Krzyża Żelaznego II Klasy (8 października 1939)[3]
- Szpanga Krzyża Żelaznego I Klasy (3 listopada 1939)[3]
- Krzyż Rycerski Krzyża Żelaznego (4 września 1941)[3]
- Krzyż Hanzeatycki Hamburski[3]
- Krzyż Honorowy dla Walczących na Froncie[3]
- Odznaka za 25-letnią Służbę w Heer[3]
- Medal za Kampanię Zimową na Wschodzie 1941/1942[3]
- Odznaka Pancerna[3]
- Ärmelband Afrika[3]